# Gámiz (Álava)
Gámiz (en euskera y oficialmente Gamiz) es un concejo del municipio de Vitoria, en la provincia de Álava, País Vasco (España).

## Toponimia
En el año 1025 en la Reja de San Millán, aparece como Gamiz.

## Localización
El ayuntamiento se sitúa en la falda de una montaña, al pie de los montes de Vitoria, en la orilla izquierda del río Santo Tomás. Se accede por la carretera A-2130 hasta Otazu, para después continuar por la A-3104 hasta esta localidad.

## Geografía
El concejo forma parte de la Zona Rural Este de Vitoria.  

### Localidades limítrofes
|                 | Norte: Otazu |                  |
| Oeste: Mendiola |              | Este: Aberásturi |
|                 | Sur: Bolíbar |                  |

## Historia
Gámiz fue una de las aldeas alavesas que en 1332 se incorporaron a Vitoria.
A mediados del siglo XIX, cuando formaba parte del ayuntamiento de Elorriaga, tenía 48 habitantes. Aparece descrito en el octavo tomo del Diccionario geográfico-estadístico-histórico de España y sus posesiones de Ultramar de Pascual Madoz de la siguiente manera:

GAMIZ: l. del ayunt. de Elorriaga, en la prov. de Alava-part. jud. de Vitoria (5/4 leg.), c. g. de las Provincias Vascongadas, aud. terr. de Burgos (19), dióc. de Calahorra (19). sit. al E. de Vitoria, parte en llano y parte en una altura, con clima sano y frio: tiene 10 casas, igl. parr. bajo la advocacion de Sta. Catalina, servida por un beneficiado; cementerio contiguo á la misma; una ermita fuera del pueblo casi del todo arruinada; los niños concurren á la escuela de Aberasturi: para surtido de los vecinos hay una fuente de esquisitas aguas en el l. y otra llamada Mayor en el térm. Confina este, N. Otazu; E. Aberasturi; S. Bolibar, y O. Mendiola, estendiéndose ½ leg. de N. á S. y otra ½ de E. á O. El terreno es de regular calidad; le baña un pequeño arroyo, con cuyas aguas y las de las fuentes, muele en ciertas épocas del año un molino harinero: hay montes poblados de robles y matorrales, y una deh. muy pequeña que cria yerba. Los caminos son locales y se hallan en regular estado. El correo se recibe en Vitoria por cada interesado. prod.: unas 2,500 fan. de todo grano y semillas, siendo la principal cosecha de trigo; mantiene ganado vacuno, lanar y poco caballar, y hay caza de perdices, codornices y liebres. ind.: el espresado molino. pobl.: 12 vec., 48 alm. riqueza y contr.: con su ayunt.
(Madoz, 1847, p. 287)

Décadas después, ya en el siglo XX, se describe de la siguiente manera en el tomo de la Geografía general del País Vasco-Navarro dedicado a Álava y escrito por Vicente Vera y López:

Gámiz.—Aldea separada de Vitoria 4,820 metros, con 16 edificios, de los que 14 son de dos pisos y 2 de uno. Su población de hecho y derecho es de 67 almas, de las que son varones 39 y hembras 28. En union de Bolívar, forma una parroquia rural de segunda clase, dedicada á Santa Eulalia, perteneciente al arciprestazgo de Armentia. En su término está la ermita de San Ginés. Tiene una escuela pública de asistencia mixta y clase para adultos, y á ella concurren también los niños de Bolívar. Es abundante en aguas dentro: dentro del poblado brota una fuente de buena calidad y en su término otra llamada Mayor, que dá origen á un arroyuelo. Confina, al N., con Otazu; al Sur, con Bolívar; al E., con Aberásturi y al O. con Mendiola. Su suelo, de mediana calidad, produce cereales y hortalizas, criándose ganado caballar, vacuno y lanar. Comunica con Vitoria por un camino vecinal y se le incorporó en 1332.
(Vera y López, 1915-1921, p. 349)

## Demografía
| Gráfica de evolución demográfica de Gámiz entre 2000 y 2017 |
|                                                             |
| Población de derecho según los censos de población del INE. |

## Cultura

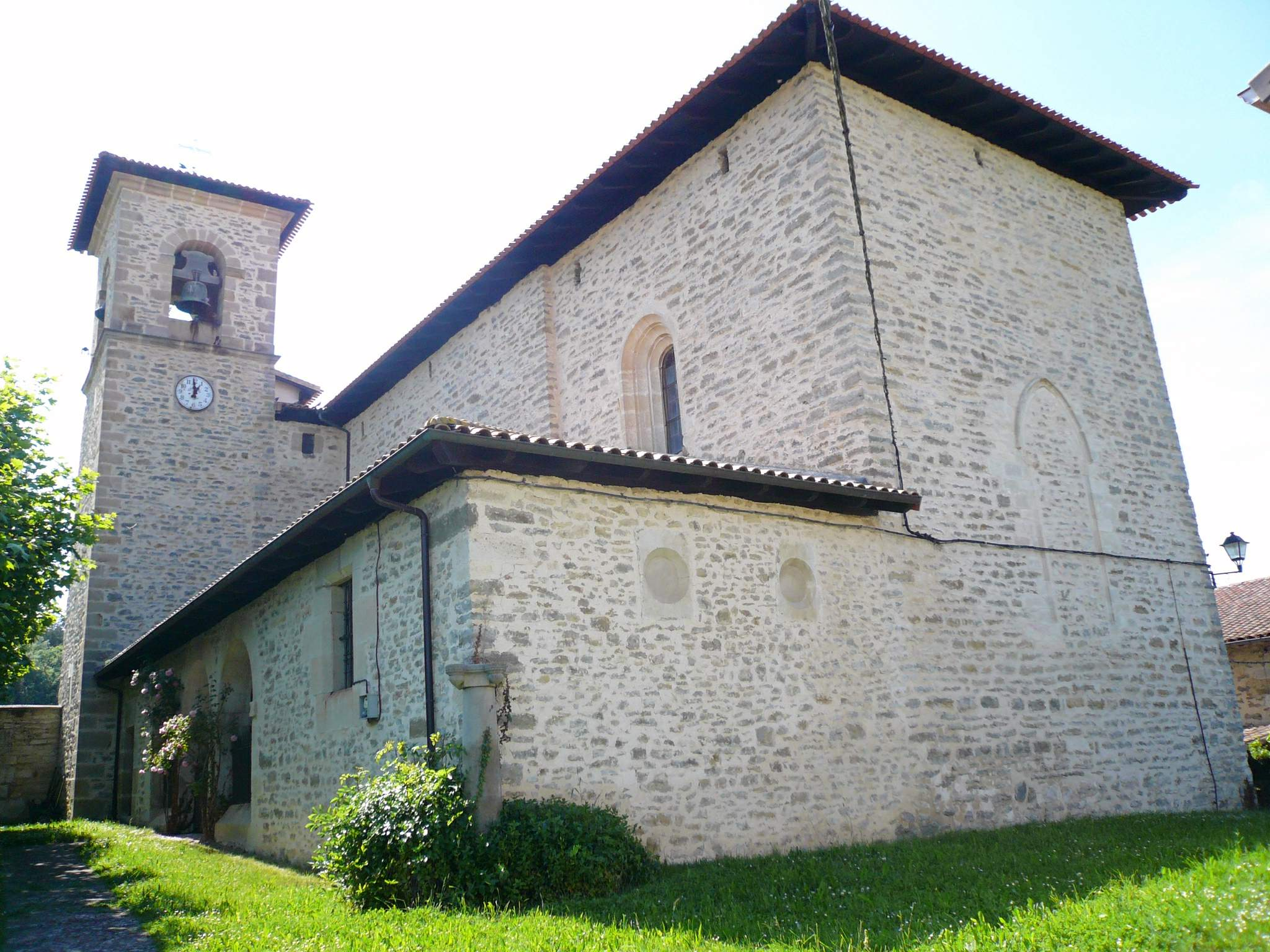
Iglesia de Santa Eulalia

### Patrimonio material
- Iglesia de Santa Eulalia. Su arco de portada data del siglo XIII, siendo de estilo románico tardío. No obstante la mayorías de la fábrica de la iglesia data del siglo XVIII. Posee un retablo barroco y un relicario de San Segismundo, rey de Borgoña, que fue traído desde el pueblo de Bolívar el 8 de mayo de 1949.[7]
- Una ermita desapareció en el siglo XVIII y la otra, de San Ginés, ya estaba arruinada en 1850.[8]

### Patrimonio inmaterial
La vecindad de Gámiz eran conocida con el apodo de Cochinchinos y la fiesta patronal es el 10 de diciembre (Santa Eulalia). Hoy en día, sus habitantes celebran una comida popular el fin de semana más próximo a esa fecha. Además se reúnen en primavera en una comida ofrecida por el coto de caza como compensación por las molestias ocasionadas por los cazadores.